# 名人賽 (中國圍棋會)
名人賽是台灣职业圍棋赛事，由中國圍棋會主辦。名人賽於1974年開辦，前21屆由台灣新生報，中國圍棋會合辦，23屆起由中國時報接手合辦，後由中國圍棋會獨力主辦，於2010年宣布停辦，止於第36屆，仍是目前為止台灣舉辦年數最長的職業圍棋比賽。
名人賽賽制變革甚多，主要是因為身為台灣第一個職業棋戰，經驗不多；且思圖變革，勇於嘗試，也給後繼者提供不少借鏡。而其後因中國圍棋會後繼者太少（90年代後，基金會發展重心轉移到中國大陸，台灣已少有棋士入品），兵源不足的情況常常發生。

## 賽制
- 賽制: 八強單淘汰賽，準決賽三番棋，決賽五番棋
- 規則: 採應氏棋規
- 用時: 每人時限3小時，延時罰點
- 貼目: 黑還貼八點，平點黑勝
- 本賽四強可獲下屆本賽資格

## 獎金
- 頭銜獎金30萬元，亞軍8萬元。

## 歷屆名人
- 周俊勳十六連霸為最長紀錄。
- 周咸亨後改名為周奎宏，之後再改名為周序鋒。

| 期 | 年份          | 名人        | 比分    | 亞軍          | 保留(備註) |
| -- | ------------- | ----------- | ------- | ------------- | ---------- |
| 1  | 1974年-1975年 | 林文伯業餘  | 9/7     | 蔡登閣 業餘   | 循環賽制   |
| 2  | 1975年-1976年 | 周咸亨業餘  | 17/11   | 林文伯 業餘   |            |
| 3  | 1976年        | 周咸亨 業餘 | 15/12   | 陳國興 業餘   |            |
| 4  | 1977年-1978年 | 周咸亨 業餘 | 4:1     | 林文伯 業餘   | 挑戰賽制   |
| 5  | 1978年-1979年 | 周咸亨 職業 | 4:2     | 陳士 職業     |            |
| 6  | 1979年-1980年 | 周咸亨 職業 | 4:3     | 陳士 職業     |            |
| 7  | 1980年-1981年 | 周咸亨 職業 | 4:2     | 陳長清 職業   |            |
| 8  | 1981年-1982年 | 陳長清 六品 | 4:1     | 周咸亨 七品   |            |
| 9  | 1982年-1983年 | 陳士 七品   | 4:0     | 陳長清 六品   |            |
| 10 | 1983年-1984年 | 陳士七品    | 4:1     | 陳永安 六品   |            |
| 11 | 1984年-1985年 | 陳士七品    | 4:1     | 戴嘉伸 四品   |            |
| 12 | 1985年        | 周咸亨四品  | 7/6勝   | 彭景華 七品   | 循環賽制   |
| 13 | 1986年-1987年 | 周咸亨 四品 | 4:0     | 陳永安 五品   | 挑戰賽制   |
| 14 | 1987年-1988年 | 陳長清 四品 | 4:1     | 周咸亨 四品   |            |
| 15 | 1988年-1989年 | 陳長清 四品 | 4:2     | 林聖賢 七品   |            |
| 16 | 1989年-1990年 | 彭景華 四品 | 4:3     | 陳長清 四品   |            |
| 17 | 1990年        | 陳長清 五品 | 4:0     | 彭景華 四品   |            |
| 18 | 1991年-1992年 | 彭景華 四品 | 17/10勝 | 周咸亨 四品   | 擂台賽制   |
| 19 | 1992年-1993年 | 林聖賢 四品 | 31/5勝  | 陳永安 七品   |            |
| 20 | 1993年-1994年 | 陳國興 六品 | 10/8勝  | 林聖賢/楊志德 |            |
| 21 | 1994年-1995年 | 周俊勳 四品 | 12/9勝  | 戴嘉伸 三品   |            |
| 22 | 1995年-1996年 | 周俊勳 四品 | 17/16勝 | 戴嘉伸 三品   |            |
| 23 | 1996年-1997年 | 周俊勳 三品 | 24/9勝  | 彭景華 四品   |            |
| 24 | 1997年-1998年 | 周俊勳 三品 | 29/6勝  | 陳國興 六品   |            |
| 25 | 1998年-1999年 | 周俊勳 一品 | 31/6勝  | 彭景華 四品   |            |
| 26 | 1999年-2000年 | 周俊勳 一品 | 22/10勝 | 彭景華 四品   |            |
| 27 | 2000年-2001年 | 周俊勳 一品 | 35/6勝  | 林聖賢 四品   |            |
| 28 | 2001年-2002年 | 周俊勳 一品 | 4:1     | 彭景華 四品   | 挑戰賽制   |
| 29 | 2002年-2003年 | 周俊勳 一品 | 4:0     | 陳永安 五品   |            |
| 30 | 2003年-2004年 | 周俊勳 一品 | 4:0     | 陳永安 五品   |            |
| 31 | 2004年-2005年 | 周俊勳 一品 | 4:0     | 林聖賢 四品   |            |
| 32 | 2005年-2006年 | 周俊勳 一品 | 4:1     | 林聖賢 四品   |            |
| 33 | 2006年        | 周俊勳 一品 | 3:0     | 周可平 九品   | 淘汰賽制   |
| 34 | 2007年        | 周俊勳 一品 | 3:0     | 余承叡 九品   |            |
| 35 | 2008年        | 周俊勳 一品 | 3:0     | 彭景華 四品   |            |
| 36 | 2009年        | 周俊勳 一品 | 3:0     | 彭景華 五品   |            |

## 賽事沿革
- 1952年 中國圍棋社在台復社，由周至柔將軍出任會長，陳雪屏和林伯壽任副會長，白崇禧任監察人，應昌期任總幹事。邀請當時如日中天的吳清源來台
- 1953年 "中國圍棋社"改組為"中國圍棋會"，周至柔任會長、程天放、束雲章任副會長、應昌期任總幹事、袁惕素任副總幹事。
- 1972年 "中國圍棋會事件"風暴，周至柔會長將應昌期總幹事解職、再向理事會請辭會長、棋界雙龍頭掛冠。

- 1974年第一屆：
  - 台灣新生報及中國圍棋會合資主辦
  - 採十人單循環制,保留前五名
  - 冠軍獎金十萬元
- 1975年第二屆：
  - 採二組五人五輪循環，甲組冠軍為名人，甲組末三名降至乙組，乙組前三名升上甲組，末二名退出循環圈
  - 冠軍獎金六萬元
- 1977年第四屆：
  - 第一階段為入圍賽（預選），選6人晉級進退賽。
  - 第二階段為進退賽，9人單循環，參加者為入圍賽優勝6人，以及上屆甲組後3名共九人，選3人晉級循環圈。
  - 第三階段為循環圈，4人3輪循環，參加者為進退賽優勝3人，以及上屆甲組第2名（亞軍）決出一名晉級挑戰賽。這也是台灣首度舉辦挑戰賽制。
  - 第四階段為挑戰賽，由循環圈優勝與名人進行七番棋挑戰（7戰4勝）。
- 1979年第六屆：
  - 中國圍棋會建立職業棋士制度，台灣圍棋正式進入職業化時代，此前五屆皆為業餘賽事。（周咸亨、陳永安、陳秋龍、陳長清4人為台灣第一批職業棋士。）
- 1980年第七屆：
  - 第三階段循環圈增加1人，為5人雙循環賽。
- 1982年第九屆：
  - 中國圍棋會完成職業棋士敘品,成立職業棋士會，並設置品位賽(晉段賽)
  - 冠軍獎金20萬元
- 1983年第十屆：
  - 1983年的8月26日應昌期先生捐資1億元新台幣成立"應昌期圍棋教育基金會"。
  - 第三階段循環圈增為9人，改單循環順位賽。
- 1984年第11屆:
  - 冠軍獎金三十萬元，亞軍十萬元
- 1989年第16屆:
  - 中國圍棋會"打麻將事件"，應昌期下令停辦三大新聞棋賽與品位賽,4月中國圍棋會召開董事會，宣佈恢復三大棋賽，品位賽仍不恢復，但民生報不同意恢復棋王賽，棋王賽停辦。
- 1990年第17屆：
  - 冠軍獎金四十萬元，亞軍十萬元
- 1991年第18屆：
  - 預選賽：取四人進入進退賽
  - 進退賽：預選四人加上屆循環圈淘汰四人，決出五人晉級擂台賽
  - 擂台賽：進退賽勝出五人加上屆循環圈保留五人，每周日一局共下五十局，勝局最多者奪冠
  - 獎金：本賽擂台賽，對局費1萬元，勝局獎1萬元，冠軍獎金10萬元（最高50局全勝獎金可達110萬）
- 1994年第21屆：
  - 本屆為台灣新生報主辦之名人賽最後一屆
- 1995年第22屆：
  - 由味全的張孝威，"中國圍棋會"合資主辦.
- 1995年第23屆：
  - 本屆起由中國時報接手主辦.

- 2001年第28屆：
  - 挑戰制七番棋
  - 本賽:九人循環圈（5+4）取一名得挑戰權
  - 進退賽:十人循環賽（2+8）取四人晉級,本屆謝依旻棄權,只有九人循環
  - 預選賽:五人循環賽（4+1）二組 各取四人晉級

- 2002年第29屆：
  - 進退賽:改八人循環賽（4+4）取四人晉級

- 2003年第30屆：
  - 本賽:改 七人循環圈（4+3）取一名得挑戰權
  - 進退賽:改 六人循環賽取三人晉級
    - 預選賽:五人循環賽二組各取三人晉級

- 2004年第31屆：
  - 進退賽:改五人循環賽取三人晉級

- 2005年第32屆：
  - 循環圈對局費勝者每局15000元/敗者10000元
  - 冠軍獎金35萬元/亞軍12萬元

- 2006年第33屆：
  - 取消挑戰制改採八人單淘汰賽，準決賽三番棋，決賽五番棋
  - 本賽四強可獲下屆本賽資格

- 2007年第34屆：
  - 本屆四強與上屆完相同，新九品余承叡首入決賽

- 2009年第36屆：
  - 因2010年中國圍棋會宣布停辦名人賽與十段戰，本屆也成為最後一屆名人賽

註：
- 名人賽多為跨年賽事，冠軍多在次年初產生
- 中國時報後來也收手，由中國圍棋會收回自辦，於2010年停辦

## 外部連結
- 台灣棋戰列表（页面存档备份，存于）
- 台灣職業棋戰資料庫 請用日文編碼